# Альянс мусульман за сексуальное и гендерное разнообразие
Альянс мусульман за сексуальное и гендерное разнообразие (англ. Muslim Alliance for Sexual and Gender Diversity, MASGD) — некоммерческая религиозная организация, основанная в 2013 году в США с целью поддержки ЛГБТИК, исповедующих ислам и содействия распространению информации о гендерном и сексуальном разнообразии среди мусульман.

## История
Организация была сформирована в январе 2013 года в Атланте членами Рабочей группы по проблемам квир-мусульман при поддержке Национальной рабочей группы по проблемам геев и лесбиянок. Несколько первых членов альянса ранее были связаны с Фондом Аль-Фатиха, в том числе Фейсал Алам, Урудж Аршад, Тинан Пауэр и имам Даайи Абдулла. Соучредителями организации стали Ракель Сарасвати, Яс Ахмед, Ими Рашид и Сахар Шафкат. В 2016 году журнал «Адвокат» включил четырёх членов руководящего комитета организации в список «21 ЛГБТ-мусульманин, который меняет мир».
В заявлении о миссии организации говорится: «Мусульманский альянс за сексуальное и гендерное разнообразие действует, чтобы поддерживать, расширять возможности и объединять ЛГБТИК-мусульман. Мы стремимся бороться с первопричинами угнетения, включая женоненавистничество и ксенофобию. Мы стремимся к повышению осведомлённости о гендерном и сексуальном разнообразии в мусульманских общинах и продвижению прогрессивного понимания ислама, в основе которого лежат солидарность, справедливость и равенство».
Первым проектом альянса стала организация общей молитвы для ЛГБТИК, исповедующих ислам. Первый ретрит был проведен в 2011 году под эгидой Рабочей группы квир-мусульман. С тех пор духовные собрания проводятся каждый май. В 2013 году ретрит Альянса мусульман за сексуальное и гендерное разнообразие посетило в общей сложности 85 взрослых человек, включая квир-мусульман и их партнёров.